# Calythea xizangensis
Calythea xizangensis är en tvåvingeart som beskrevs av Fan och Zhong 1982. Calythea xizangensis ingår i släktet Calythea och familjen blomsterflugor. Inga underarter finns listade i Catalogue of Life.